# Apthapi
Apthapi o aptapi es el nombre de una celebración colectiva aymara en la que se comparte alimentos y saberes. El nombre deriva del verbo aymara aphtapiña, que significa traer, ya que la celebración supone que cada asistente lleve un alimento para la comida comunitaria. La celebración está vigente en Bolivia, Perú, Argentina y Chile países en que se ha preservado desde tiempos prehispánicos entre las comunidades aimaras, en Bolivia diferentes variaciones y adaptaciones contemporáneas se han hecho populares en eventos urbanos y espacios interculturales y sociales incluidos eventos diplomáticos oficiales. La variedad de productos locales que se presentan en el apthapi también ha inspirado variaciones preparadas desde la cocina gourmet.

## Características

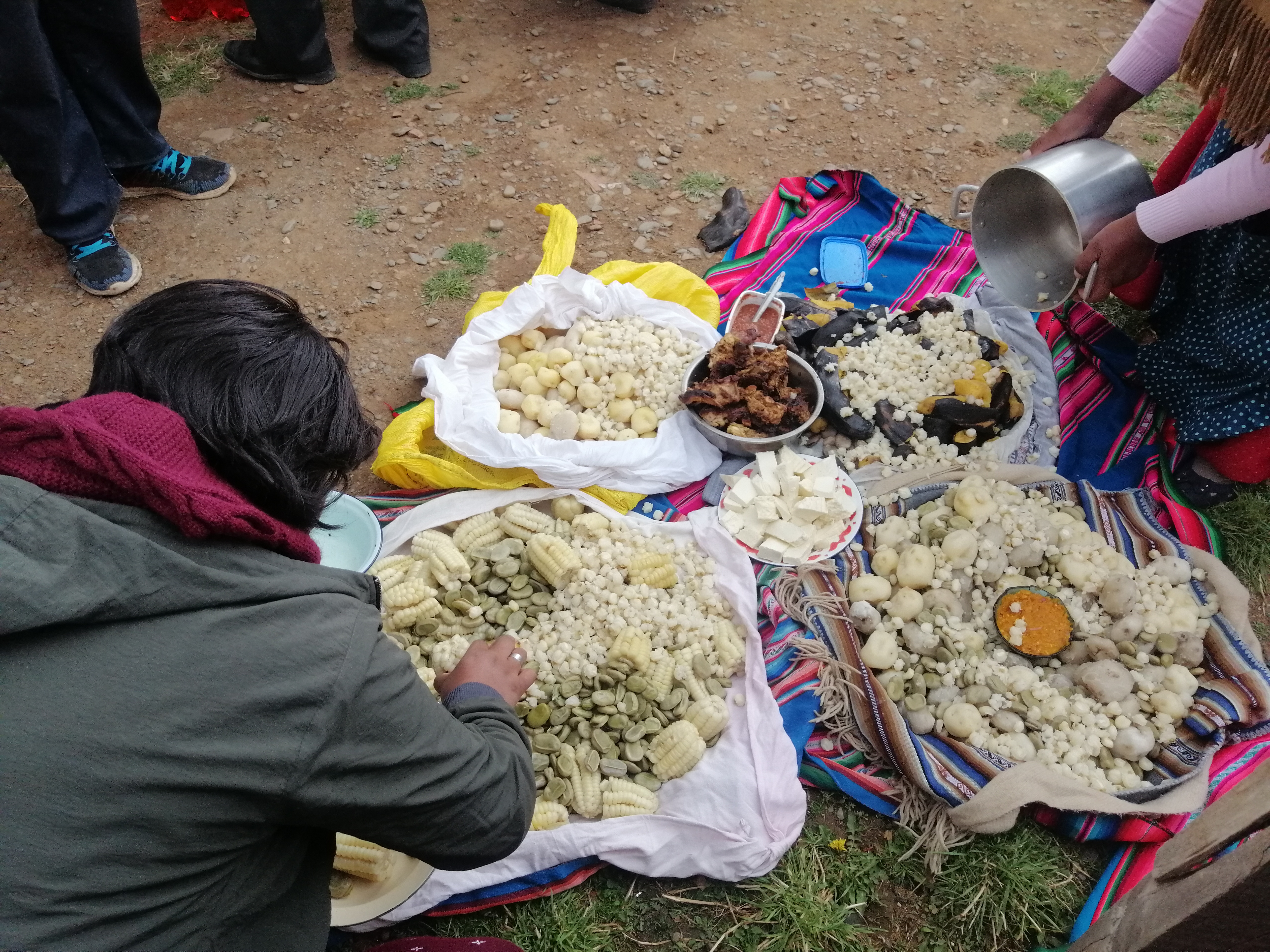
Aphtapi en desarrollo.

En el apthapi los alimentos se comparten colocándose sobre aguayos en el suelo con los participantes alrededor, cada uno va compartiendo los alimentos que trajo y disponiéndolos en el aguayo. Generalmente se realiza a campo abierto en contacto con la naturaleza.
Los participantes pueden ser miembros de una familia, un ayllu o comunidad o varias comunidades diferentes y el apthapi puede ser parte de un evento más grande como un matrimonio.

### Etiqueta y protocolo
Para el apthapi existen disposiciones específicas en el suelo para la comida dependiendo del tipo de actividad y de la comunidad que las prepara pudiendo desarrollarse de manera lineal, circular o cuadrangular. De la misma manera existe una disposición de los comensales alrededor del espacio de los alimentos donde se diferencian varones de mujeres.
Un elemento importante es el vínculo con la Pachamama, mismo que se mantiene por el contacto directo con el suelo y el entorno, así como el agradecimiento que se le hace al iniciar y el respeto con el que se consumen los alimentos.

### Alimentos
Los alimentos que tradicionalmente se comparten en un apthapi son mayoritariamente producidos por los participantes, así tenemos una gama muy amplia de alimentos de Los Andes que suelen presentarse para compartir, entre ellos:

##### Peces[5]
- Ispis
- Pejerreyes
- Mauris
- Karachis

##### Tubérculos
- Papa y sus derivados: chuño y tunta.
- Oca
- Caya

#### Ajíes y salsas
- Llajwa
- Ají amarillo
- Ají rojo
- jallpa wayk'a

#### Otros
- Carnes de cordero, llama, conejo, res
- Tortillas
- Habas
- Choclo
- Yuca
- Quesos criollos
- Refresco de cañahua

## Implicaciones sociales y culturales
El apthapi es un espacio de socialización que fortalece los vínculos familiares y comunitarios y que refleja la cosmovisión andina al reflejar el vínculo con la naturaleza y hacer evidente la interrelación de las personas con los ciclos de producción y la tierra donde se producen.